# Lanžhot
Lanžhot (in tedesco Landshut in Mähren) è una città della Repubblica Ceca facente parte del distretto di Břeclav, in Moravia Meridionale.